# 가즈사정 (지바현)
가즈사정(上総町)은 지바현 기미쓰군에 일찍이 존재했던 정이다. 현재의 기미쓰시 남동부에 해당한다.

## 지리
- 현재의 기미쓰시의 남동부에 위치한다.
- 정역은 보소 구릉에 위치하고 대부분이 산이 많은 지형이다.
- 마을은 오비쓰 강의 상류역에 위치한다.

## 연혁
- 1954년 10월 1일 - 기미즈군 구루리정·마츠오카촌·가메야마촌과 합병해 가즈사정이 성립하였다.
- 1970년 9월 28일 - 기미쓰정·고이토정·세이와촌·고비쓰촌과 함께 합병해, 기미쓰정이 성립하여, 동일 기미쓰정은 폐지하였다.

## 교통

### 철도
- 일본국유철도 (현 : 동일본 여객철도)
  - 구루리선

### 도로
- 구루리 가도 (현 :국도 410호선의 일부, 국도 465호선)